# Cantó d'Aramon
El cantó d'Aramon és un cantó francès del departament del Gard, a la regió d'Occitània. Està inclòs al districte de Nimes, té 9 municipis i el cap cantonal és Gard.

## Municipis

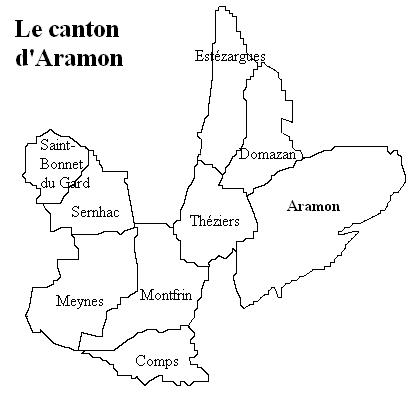
El cantó d'Aramon

- Aramon
- Combs
- Domasan
- Estesargues
- Meinas
- Montfrin
- Sent Bonet del Gard
- Saranhac
- Tesiers